# 法蘭克·柏力克
法蘭克·查爾斯·柏力克（英語：Frank Charles Bolick，1966年6月28日—），前美國職棒大聯盟內野手，主要守備位置是一壘手和三壘手；投球的慣用手是右手，打擊則是左右開弓。他曾經在大聯盟打了2個球季，1993年效力於蒙特婁博覽會隊，1998年則是安那罕天使隊。1999年至2002年，他還效力過日本職棒千葉羅德海洋隊。

## 業餘時代
柏力克出生於賓夕法尼亞州阿什蘭，曾參加卡梅爾山地區的高中棒球隊。高中畢業後，他曾在1985年美國職棒大聯盟選秀會上被蒙特婁博覽會隊選中，但並未簽約；而是選擇效力喬治亞理工學院棒球隊。

## 職業生涯

### 蒙特婁博覽會
1987年大聯盟選秀會，柏力克在第9輪被密爾瓦基釀酒人隊選中；6月12日，他與釀酒人隊簽下合約。1990年6月6日，釀酒人隊將柏力克交易到西雅圖水手隊，以換取外野手米奇·布蘭特利。1990年球季，他在小聯盟高階1A的加利福尼亞聯盟，兩隊合計出賽128場，繳出打擊率3成24、全壘打18支和打點102分的成績；也獲選為最有價值球員。
1992年11月20日，水手隊將柏力克和日後指定球員交易到博覽會隊，換取投手凱文·福斯特和投手戴夫·溫豪斯。1993年4月5日，26歲的柏力克首度升上大聯盟；擔任第五棒三壘手面對辛辛那提紅人隊，4個打數沒有擊出任何安打，還吞下2次三振，球隊也以1比2敗給紅人隊。他在新人球季出賽95場，僅繳出打擊率2成11、全壘打4支和打點24分的成績。球季結束後，柏力克成為自由球員。

### 安那罕天使
1994至1997年球季，柏力克輾轉於匹茲堡海盜、科羅拉多洛磯、克里夫蘭印地安人、波士頓紅襪和安那罕天使的小聯盟球隊，但都未能站上大聯盟。一直到1998年4月4日，他以安那罕天使隊球員身分再度升上大聯盟；第6局接替三壘手戴夫·霍林斯上場代打，但2個打數沒有安打，終場天使隊以0比11慘敗給印地安人隊。球季結束後，柏力克再度成為自由球員；他在天使隊出賽21場，留下打擊率1成56、全壘打1支和打點2分的不理想成績。

### 千葉羅德海洋
1999年，柏力克與日本職棒太平洋聯盟的千葉羅德海洋隊簽約。羅德隊希望他成為球隊急需的中心打者，補足打線火力的不足；但在季前的熱身賽表現不佳，所以新球季是從二軍出發。1999年4月14日，羅德對戰歐力士藍浪，柏力克首次在日本職棒一軍出賽；8局下半兩隊4比4平手，他面對後援投手德元敏，一棒轟出2分打點全壘打，也創下「生涯首打席全壘打」的紀錄（日職第38位）；最終羅德隊就以6比4擊敗歐力士隊。到了隔天，羅德與歐力士鏖戰到延長賽的10局下半，歐力士以4比3領先1分；柏力克面對終結者威利·班克斯，擊出一支2分打點的再見全壘打，幫助羅德隊以5比4逆轉對手拿下2連勝。接下來的比賽，當他打出全壘打時，羅德隊的戰績是驚人的22勝2敗1和，勝率高達9成17，也締造「柏力克神話」。但在球季末段，柏力克也曾連續52個打席沒有敲出安打，只差1個打席就追平太平洋聯盟紀錄；最後繳出打擊率2成50、全壘打26支和打點61分的成績。他來日本前，主要的守備位置是三壘手；加入羅德隊後，大多擔任一壘手與指定打擊，反而很少防守三壘。
2000年球季，柏力克的表現更上一層樓，整季出賽125場，繳出打擊率2成96、全壘打29支和打點102分的成績，包辦羅德隊的打擊三冠王。這年他也被票選進入日本職棒全明星賽，擔任指定打擊。2001年7月9日，羅德對戰福岡大榮鷹，打完9局雙方以6比6進入延長賽；10局上半，大榮鷹率先攻下3分，帶著9比6的領先優勢來到下半局。10局下半，大榮鷹推出當家終結者羅德·佩德拉薩上場關門，不料一、二、三棒連續3支安打攻占滿壘；這時候上場的第四棒柏力克，在無人出局、滿壘、落後3分的情況下，揮出一支中外野方向再見滿貫全壘打，也是日本職棒首次在延長賽落後3分的情況下出現。有些球迷將這場奇蹟似的逆轉勝取名為「柏力克之夜」；據說柏力克因為賽前沒有收到訂購的球棒，而向隊友德里克·梅借球棒打擊。這個球季，柏力克再繳出打擊率2成79、全壘打31支和打點101分的優異成績，榮獲太平洋聯盟最佳十人指定打擊獎。
2002年，受到新的好球帶及左膝傷勢的影響，他的表現陷入低潮；6月上旬被降到二軍，8月30日才又在一軍出賽，整體表現也下滑到打擊率2成04、全壘打6支和打點24分。9月24日，最後一次在日本職棒上場面對日本火腿鬥士隊，3個打數沒有安打，只獲得1次保送，球隊也以0比9慘敗給火腿隊。9月28日，柏力克離開日本；許多羅德隊球迷前來成田國際機場送機，感謝他對球隊的貢獻。柏力克在羅德隊4個球季，總計出賽424場，繳出打擊率2成66、全壘打92支和打點288分的成績。

## 職棒生涯成績
美國職棒成績：
| 年度 | 球隊 | 場次 | 打席 | 打數 | 得分 | 安打 | 二壘打 | 三壘打 | 全壘打 | 打點 | 盜壘 | 四壞 | 三振 | 打擊率 | 上壘率 | 長打率 |
| 1993 | MON  | 95   | 242  | 213  | 25   | 45   | 13     | 0      | 4      | 24   | 1    | 23   | 37   | .211   | .298   | .329   |
| 1998 | ANA  | 21   | 56   | 45   | 3    | 7    | 2      | 0      | 1      | 2    | 0    | 11   | 8    | .156   | .321   | .267   |
| 2年  | 2年  | 116  | 298  | 258  | 28   | 52   | 15     | 0      | 5      | 26   | 1    | 34   | 45   | .202   | .302   | .318   |

日本職棒成績：
| 年度 | 球隊 | 場次 | 打席 | 打數 | 得分 | 安打 | 二壘打 | 三壘打 | 全壘打 | 打點 | 盜壘 | 四壞 | 三振 | 打擊率 | 上壘率 | 長打率 |
| 1999 | 羅德 | 106  | 410  | 348  | 50   | 87   | 17     | 1      | 26     | 61   | 1    | 55   | 85   | 0.250  | 0.361  | 0.529  |
| 2000 | 羅德 | 125  | 536  | 432  | 77   | 128  | 28     | 3      | 29     | 102  | 3    | 96   | 91   | 0.296  | 0.424  | 0.576  |
| 2001 | 羅德 | 132  | 563  | 452  | 84   | 126  | 34     | 0      | 31     | 101  | 1    | 107  | 111  | 0.279  | 0.414  | 0.560  |
| 2002 | 羅德 | 61   | 255  | 211  | 27   | 43   | 11     | 0      | 6      | 24   | 0    | 39   | 54   | 0.204  | 0.329  | 0.341  |
| 4年  | 4年  | 424  | 1764 | 1443 | 238  | 384  | 90     | 4      | 92     | 288  | 5    | 297  | 341  | 0.266  | 0.392  | 0.525  |

## 外部連結
- 法蘭克·柏力克在美國職棒官網（英语）
- 法蘭克·柏力克在日本職棒官網（英语）
- 法蘭克·柏力克在Baseball-Reference.com（大聯盟）（英语）
- 法蘭克·柏力克在Baseball-Reference.com（小聯盟以及海外聯盟）（英语）
- 法蘭克·柏力克在ESPN（MLB）（英语）
- 法蘭克·柏力克在FanGraphs.com（英语）
- 法蘭克·柏力克在Retrosheet（英语）
- 法蘭克·柏力克在The Baseball Cube（英语）